# Château d'Outrelaize
Le château d'Outrelaize orthographié aussi château d'Outrelaise est une demeure qui se dresse sur le territoire de la commune française de Gouvix dans le département du Calvados, en région Normandie.
Le château est partiellement protégé aux monuments historiques.

## Localisation
Le château est situé à Gouvix, dans le département français du Calvados.

## Historique
Un château est érigé à cet endroit à la fin du XVIe siècle, de 1584 à 1604, par le Caennais Gaspard Le Marchant, avocat général en la cour des Aides à Rouen, qui avait acquis la terre d'Outrelaize en 1569. Il s'y retirera en 1611.
De très nombreux travaux ont lieu jusqu'en 1620 dans un premier temps. À la fin du XVIIIe siècle, la marquise de Chambors met les appartements au goût du jour, et sous Charles X, la comtesse Héracle de Polignac fait dessiner le parc paysager.
Un jardin à la française est aménagé sur le site au XVIIIe siècle, remplacé par un parc à l'anglaise entre 1822 et 1827.
Des travaux intérieurs ont lieu encore à l'extrême fin du XIXe siècle.

## Description
La longue aile, bâtie en 1604, rappelle l'architecture de la place des Vosges à Paris.

## Protection aux monuments historiques
Au titre des monuments historiques :
- la façade nord et la toiture correspondante de l'aile Henri IV ; le grand salon et son décor, la rampe d'escalier situés dans le bâtiment principal sont inscrits par arrêté du 18 octobre 1971 ;
- les façades et les toitures du bâtiment principal et la cheminée de la bibliothèque au rez-de-chaussée ; le décor de poutraison des chambres du premier étage de l'aile Henri IV, ainsi que les éléments de décor de l'ancienne chapelle ; le parc, en totalité, comprenant l'allée d'accès plantée, l'obélisque de la forêt et les huit allées rayonnantes, les murs de soutènement, les ponts, la grotte artificielle, l'ensemble des aménagements hydrauliques, y compris la pièce d'eau et le lavoir sont inscrits par arrêté du 29 mars 2005 ;
- le pavillon d'entrée en totalité, ainsi que les façades et les toitures de ses deux ailes ; le colombier en totalité sont classés par arrêté du 23 mai 2005.

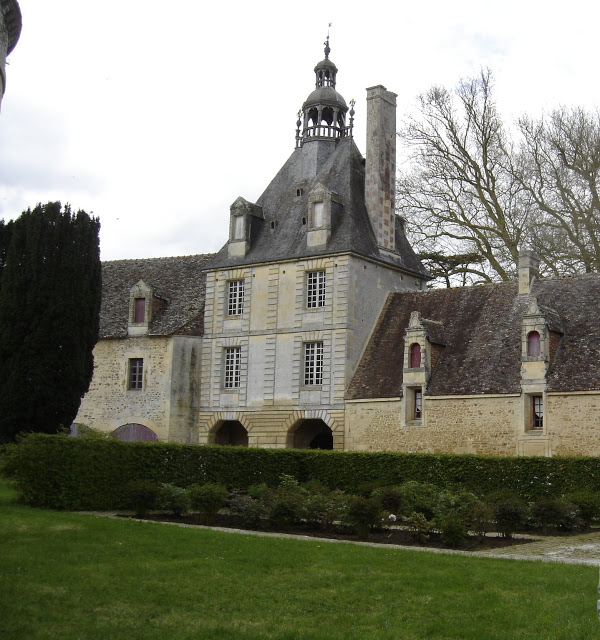
Charretterie, porterie et logis du gardien vus du sud.
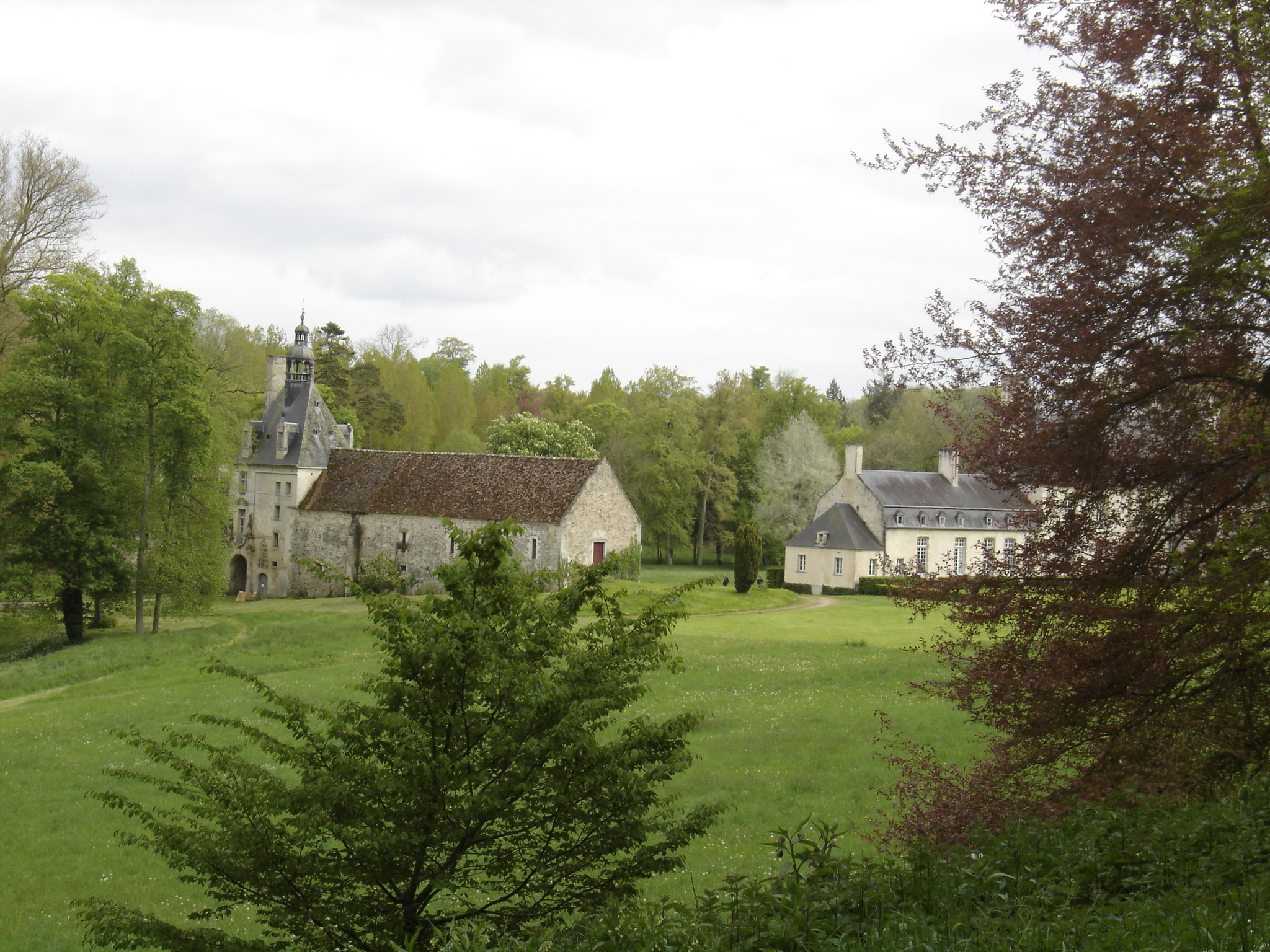
Porterie et aile nord du château vus du nord.
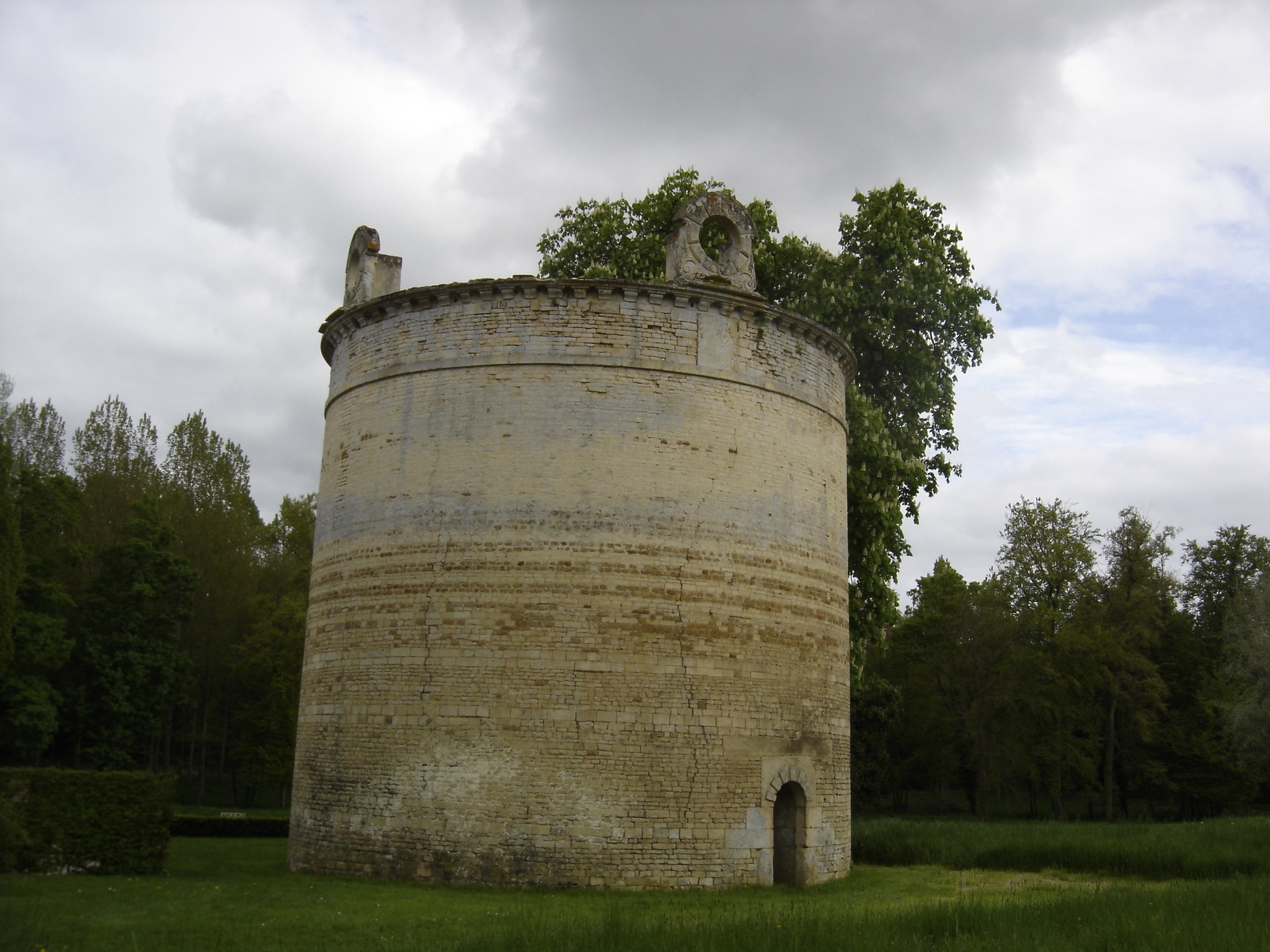
Colombier.